# Gila Cliff Dwellings National Monument

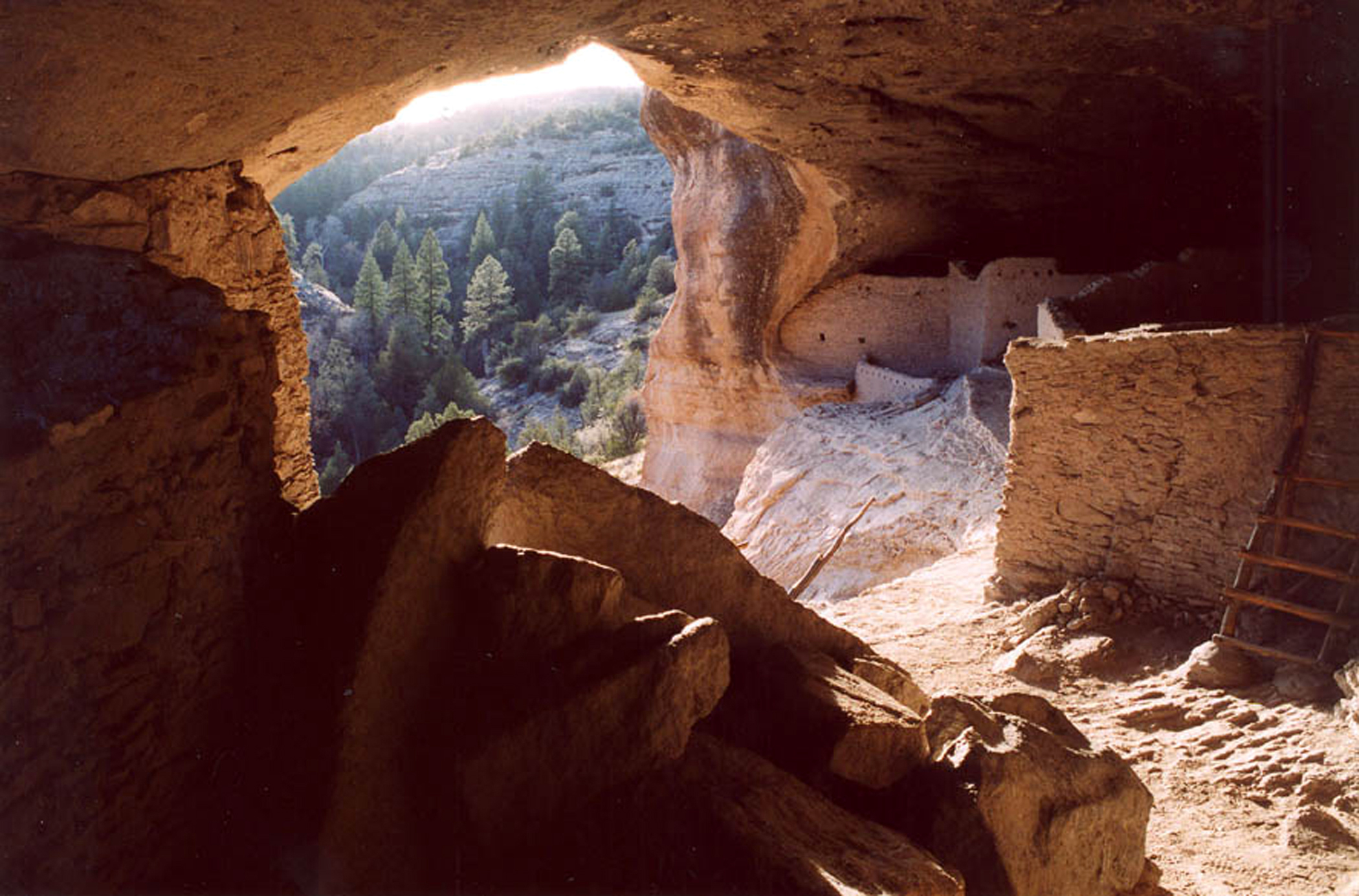
Gila Cliff Dwellings National Monument

Gila Cliff Dwellings National Monument – amerykański pomnik narodowy, znajdujący się w stanie Nowy Meksyk. Na jego obszarze znajdują się ruiny kamiennej osady wybudowanej przez Indian kultury Mogollon w pionowym urwisku. Odkryto tu ponad 100 budynków. Największy składa się z około 200 pomieszczeń.
Park został ustanowiony decyzją prezydenta Theodore'a Roosevelta 16 listopada 1907 roku. W 1962 roku powiększono obszar znajdujący się pod ochroną. Obecnie zajmuje powierzchnię 2,16 km² i od 2003 roku jak wiele innych pomników narodowych zarządzany jest przez National Park Service.
Na terenie rezerwatu znajdują się źródła rzeki Gila River.